# Estación de Portugalete (Cercanías Bilbao)
Portugalete es un apeadero ferroviario situado en el municipio español homónimo, en la provincia de Vizcaya, comunidad autónoma del País Vasco. Forma parte de la línea C-1 de la red de Cercanías Bilbao operada por Renfe.

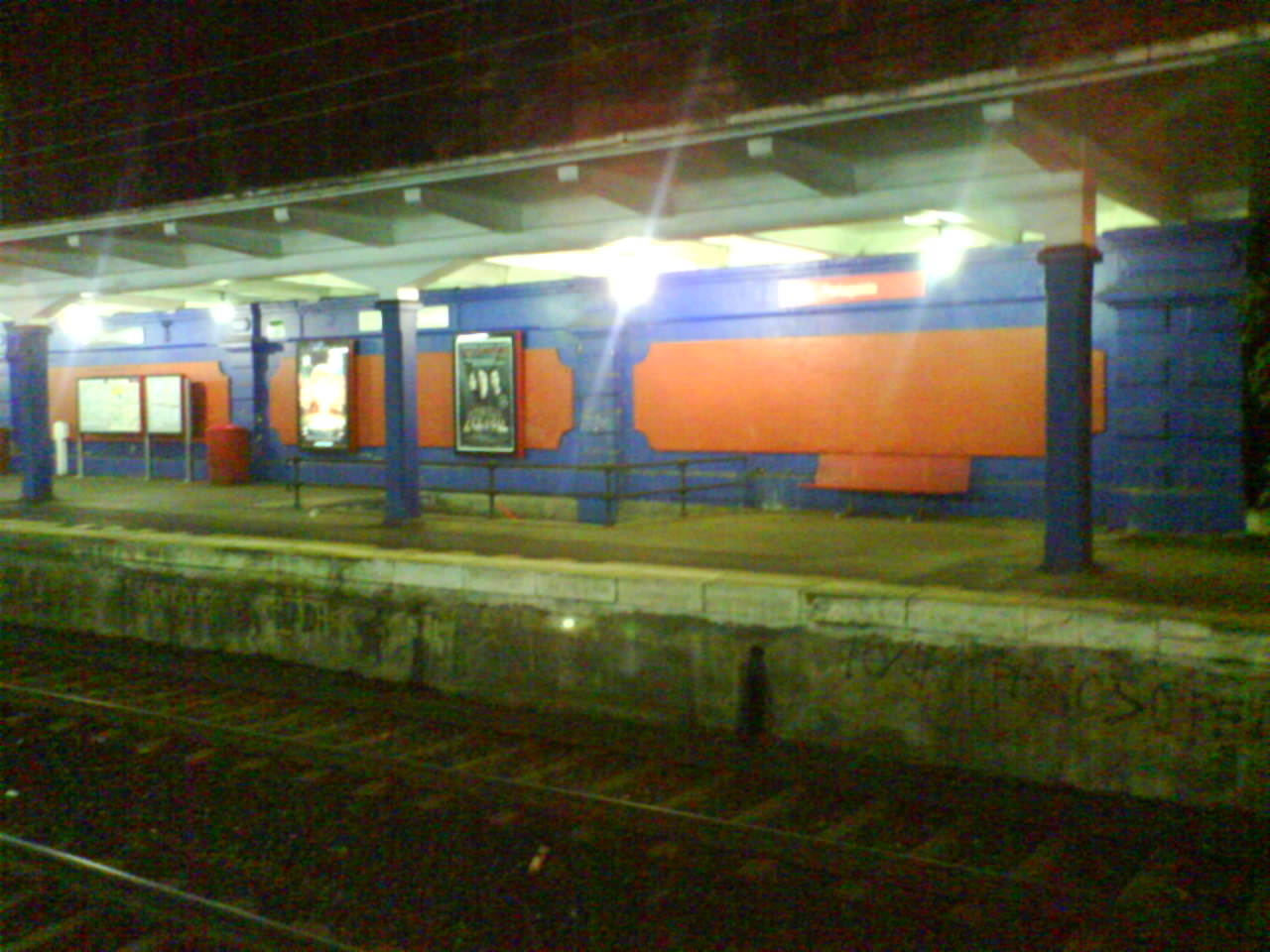
Andén.

## Situación ferroviaria
La estación se encuentra en el punto kilométrico 11,7 de la línea férrea de ancho ibérico que une Bilbao con Santurce, a 22 metros de altitud.

## Accesos
- C/ Manuel Calvo, 30 (Paseo de la Canilla)
- C/ Sotera de la Mier, 2
- Interior de la estación

## Historia
Fue inaugurada el 27 de septiembre de 1888 con la apertura al tráfico del tramo Portugalete-Baracaldo de la línea férrea Bilbao-Portugalete.  Las obras corrieron a cargo de la Compañía del Ferrocarril de Bilbao a Portugalete. Pablo de Alzola y Minondo fue el arquitecto responsable de la construcción de la estación de Portugalete, un edificio de dos plantas, de estilo clásico que destacaba por su cuidada simetría y su torre del reloj. En 1926, la línea entre Bilbao y Portugalete fue prolongada hasta Santurce dejando la estación en una incómoda situación ferroviaria ya que los trenes debían invertir la marcha para continuar su recorrido. Por ello el 14 de julio de 1957, RENFE decidió su cierre y su sustitución por el actual apeadero que se encuentra a la entrada del túnel ferroviario que cruza el casco urbano. 
Desde el 31 de diciembre de 2004, Adif es la titular de las instalaciones. 
En 2006, la antigua estación de Portugalete fue restaurada y reabierta pero con uso administrativo. Alberga, entre otros, la oficina de información turística de la localidad y la oficina de empleo.

## Servicios ferroviarios

### Cercanías
Los trenes de la línea C-1 de la red de Cercanías Bilbao que opera Renfe tienen parada en la estación. Entre semanas la frecuencia media es de un tren cada veinte-treinta minutos.
| procedencia/destino | < estación | Línea | estación > | destino/procedencia |
| ------------------- | ---------- | ----- | ---------- | ------------------- |
| Bilbao Abando       | La Iberia  |       | Peñota     | Santurce            |